# Loro Piana TomBoy
Loro Piana TomBoy VI est un cheval monté par le cavalier brésilien Rodrigo Pessoa en saut d'obstacles. Ce cheval de Grands Prix puissant est remarquable par son style de saut inhabituel, avec les membres antérieurs vaguement pendants, ce qui l'oblige à passer les obstacles avec plusieurs pieds de hauteur supplémentaires. Tomboy réussit néanmoins à passer les obstacles aussi bien ou même mieux que ses concurrents. Il toise 1,73 m.

## Histoire
Lorsque TomBoy a eu six ou sept ans, il a eu un accident avec son précédent propriétaire. Surpris par un véhicule, il est tombé de 2 ou 3 mètres depuis un pont, se blessant les membres antérieurs. Une jambe est restée tordue. Quand Pessoa en a fait l'acquisition, il a supposé que TomBoy se remettrait très bien au fil des ans. Quand il a commencé à sauter,  il est devenu évident que TomBoy ne pouvait pas remonter ses antérieurs pour passer les obstacles. Par la suite, TomBoy a appris à sauter les obstacles en laissant une distance supplémentaire avec la barre pour éviter de l'accrocher. Pessoa a déclaré qu'il s'agit d'une façon très drôle de pratiquer le saut d'obstacles, en saluant le courage de son cheval.

## Succès
Loro Piana TomBoy et Rodrigo Pessoa sont devenus un couple à succès au début de leur carrière. Leur première victoire significative est aux Jeux olympiques d'Atlanta en 1996, où ils ont remporté leur première médaille olympique pour le Brésil. En 1996, ils ont participé au concours de Calgary. Ils ont remporté l'épreuve avec le cavalier suisse Beat Mandli